# Gran Premio di Francia 1998
Il Gran Premio di Francia 1998 fu l'ottavo appuntamento della stagione di Formula 1 1998. Disputatosi il 28 giugno sul Circuito di Magny-Cours, ha visto la vittoria di Michael Schumacher su Ferrari, seguito dal compagno di squadra Eddie Irvine e da Mika Häkkinen.

## Pre Gara
Dopo otto mesi di assenza torna in Formula 1 Jos Verstappen che prende il posto sulla seconda Stewart del licenziato Magnussen.

## Qualifiche
Dopo che nella prima parte di stagione gli pneumatici della Bridgestone si erano dimostrati più competitivi di quelli della Goodyear, in Francia il costruttore statunitense inverte la tendenza; Häkkinen ottiene la sesta pole position in carriera, ma il distacco di Michael Schumacher, in seconda posizione alla guida di una Ferrari gommata Goodyear, è meno pesante che in altre occasioni. Terzo tempo per Coulthard, che precede Irvine, Villeneuve, Ralf Schumacher e Hill, alla guida di una Jordan in ripresa grazie anche ai miglioramenti delle Goodyear. Ottavo è Frentzen; chiudono la top ten le due Benetton di Fisichella e Wurz.

### Classifica
| Pos | No | Pilota                | Costruttore           | Tempo    | Distacco |
| --- | -- | --------------------- | --------------------- | -------- | -------- |
| 1   | 8  | Mika Häkkinen         | McLaren - Mercedes    | 1:14.929 |          |
| 2   | 3  | Michael Schumacher    | Ferrari               | 1:15.159 | +0.230   |
| 3   | 7  | David Coulthard       | McLaren - Mercedes    | 1:15.333 | +0.404   |
| 4   | 4  | Eddie Irvine          | Ferrari               | 1:15.527 | +0.598   |
| 5   | 1  | Jacques Villeneuve    | Williams - Mecachrome | 1:15.630 | +0.701   |
| 6   | 10 | Ralf Schumacher       | Jordan - Mugen-Honda  | 1:15.925 | +0.996   |
| 7   | 9  | Damon Hill            | Jordan - Mugen-Honda  | 1:16.245 | +1.316   |
| 8   | 2  | Heinz-Harald Frentzen | Williams - Mecachrome | 1:16.319 | +1.390   |
| 9   | 5  | Giancarlo Fisichella  | Benetton - Playlife   | 1:16.375 | +1.446   |
| 10  | 6  | Alexander Wurz        | Benetton - Playlife   | 1:16.460 | +1.531   |
| 11  | 14 | Jean Alesi            | Sauber - Petronas     | 1:16.627 | +1.698   |
| 12  | 12 | Jarno Trulli          | Prost - Peugeot       | 1:16.892 | +1.963   |
| 13  | 15 | Johnny Herbert        | Sauber - Petronas     | 1:16.977 | +2.048   |
| 14  | 18 | Rubens Barrichello    | Stewart - Ford        | 1:17.024 | +2.095   |
| 15  | 19 | Jos Verstappen        | Stewart - Ford        | 1:17.604 | +2.675   |
| 16  | 11 | Olivier Panis         | Prost - Peugeot       | 1:17.671 | +2.742   |
| 17  | 16 | Pedro Diniz           | Arrows                | 1:17.880 | +2.951   |
| 18  | 20 | Ricardo Rosset        | Tyrrell - Ford        | 1:17.908 | +2.979   |
| 19  | 17 | Mika Salo             | Arrows                | 1:17.970 | +3.041   |
| 20  | 21 | Toranosuke Takagi     | Tyrrell - Ford        | 1:18.221 | +3.292   |
| 21  | 22 | Shinji Nakano         | Minardi - Ford        | 1:18.273 | +3.344   |
| 22  | 23 | Esteban Tuero         | Minardi - Ford        | 1:19.146 | +4.217   |

## Gara
Così come in Canada, anche in Francia la procedura di partenza dev'esser ripetuta: questa volta è Verstappen che, rimanendo fermo in griglia, ne causa la ripetizione. Al via, scattano bene Michael Schumacher e Irvine, che sopravanzano le due McLaren; seguono Villeneuve, Ralf Schumacher, Hill, Wurz e Fisichella. Già al secondo giro Trulli è costretto ad una fermata ai box, poiché qualcosa gli si è incastrato tra i pedali: i meccanici estraggono
un oggetto voluminoso dimenticato proprio da loro nell'abitacolo della Prost. Nei primi giri Alesi passa Fisichella, mentre il suo compagno di squadra Herbert ha la meglio su Verstappen e Panis. Mentre Irvine fa da tappo alle McLaren, Michael Schumacher guadagna un grande margine sugli inseguitori, addirittura diciannove secondi in tredici tornate. Nel frattempo, Alesi passa anche Hill, mentre Rosset è il primo ritirato della gara. Al 17º giro si ritira anche Hill, mentre il suo compagno di squadra Ralf Schumacher, appena rientrato dal rifornimento, affianca Wurz sul rettilineo principale, finendo però per venire a contatto con l'austriaco; il pilota della Jordan ha la peggio e sulla sua vettura si piega una sospensione, danno che ne comprometterà la gara.
Prima del rifornimento Häkkinen tenta un disperato attacco ad Irvine alla curva Lycée, tentativo che si conclude con un testacoda. Al 22º giro Coulthard si ferma ai box per il primo pit stop, ma la pompa non funziona e la sosta dura più di diciassette secondi. Dopo la prima serie di soste ai box Schumacher conduce la gara davanti a Irvine, Häkkinen, Coulthard, Villeneuve, Wurz, Alesi, Fisichella e Frentzen. La situazione rimane pressoché stabile fino alla seconda tornata di rifornimenti. Continua il calvario di Coulthard: i problemi alla pompa della benzina si ripetono e la sosta dura addirittura trentasei secondi, senza che nel serbatoio della McLaren sia entrato carburante. Lo scozzese è costretto a fermarsi di nuovo al giro seguente, perdendo altri quattordici secondi, non riuscendo tuttavia neppure stavolta a rifornire completamente. Al 60º giro, dopo la seconda sosta, le due Ferrari sono in testa davanti ad Häkkinen, Villeneuve, Wurz, Coulthard, Alesi, Frentzen e Herbert. Coulthard recupera subito la posizione su Wurz, stabilendo anche il giro più veloce in gara, al passaggio successivo è costretto nuovamente ai box per un nuovo tentativo di rifornimento; cambiata la pompa, tutto procede regolarmente e Coulthard riparte settimo.
Al 62º giro Takagi rompe il motore ed inonda la pista di olio, su cui finiscono in testacoda prima Herbert e poi Fisichella. Nel finale, Nakano si ritira a causa di un'avaria del motore, mentre Frentzen va a contatto con Alesi e ci rimette il braccetto della sospensione ritirandosi. La Sauber di Alesi diventa difficile da guidare e Coulthard ne approfitta conquistando il sesto posto finale. Negli ultimi giri Häkkinen prova a mettere pressione ad Irvine, ma l'irlandese resiste senza particolare affanno al rivale. Schumacher conquista la trentesima vittoria in carriera davanti ad Irvine, Häkkinen, Villeneuve, Wurz e Coulthard. Per la Ferrari è la prima doppietta dopo ben otto anni di digiuno; l'ultima, infatti, risaliva al Gran Premio di Spagna 1990, ottenuta all'epoca da Alain Prost e Nigel Mansell.

### Classifica
| Pos      | N  | Pilota                | Costruttore/Motore    | Giri | Tempo/Ritiro | Griglia | Punti |
| -------- | -- | --------------------- | --------------------- | ---- | ------------ | ------- | ----- |
| 1        | 3  | Michael Schumacher    | Ferrari               | 71   | 1:34:45.0    | 2       | 10    |
| 2        | 4  | Eddie Irvine          | Ferrari               | 71   | +19.575      | 4       | 6     |
| 3        | 8  | Mika Häkkinen         | McLaren - Mercedes    | 71   | +19.747      | 1       | 4     |
| 4        | 1  | Jacques Villeneuve    | Williams - Mecachrome | 71   | +1:06.965    | 5       | 3     |
| 5        | 6  | Alexander Wurz        | Benetton - Playlife   | 70   | +1 giro      | 10      | 2     |
| 6        | 7  | David Coulthard       | McLaren - Mercedes    | 70   | +1 giro      | 3       | 1     |
| 7        | 14 | Jean Alesi            | Sauber - Petronas     | 70   | +1 giro      | 11      |       |
| 8        | 15 | Johnny Herbert        | Sauber - Petronas     | 70   | +1 giro      | 13      |       |
| 9        | 5  | Giancarlo Fisichella  | Benetton - Playlife   | 70   | +1 giro      | 9       |       |
| 10       | 18 | Rubens Barrichello    | Stewart - Ford        | 69   | +2 giri      | 14      |       |
| 11       | 11 | Olivier Panis         | Prost - Peugeot       | 69   | +2 giri      | 16      |       |
| 12       | 19 | Jos Verstappen        | Stewart - Ford        | 69   | +2 giri      | 15      |       |
| 13       | 17 | Mika Salo             | Arrows                | 69   | +2 giri      | 19      |       |
| 14       | 16 | Pedro Diniz           | Arrows                | 69   | +2 giri      | 17      |       |
| 15       | 2  | Heinz-Harald Frentzen | Williams - Mecachrome | 68   | Sospensione  | 8       |       |
| 16       | 10 | Ralf Schumacher       | Jordan - Mugen-Honda  | 68   | +3 giri      | 6       |       |
| 17       | 22 | Shinji Nakano         | Minardi - Ford        | 65   | Motore       | 21      |       |
| Ritirato | 21 | Toranosuke Takagi     | Tyrrell - Ford        | 60   | Motore       | 20      |       |
| Ritirato | 12 | Jarno Trulli          | Prost - Peugeot       | 55   | Testacoda    | 12      |       |
| Ritirato | 23 | Esteban Tuero         | Minardi - Ford        | 41   | Cambio       | 22      |       |
| Ritirato | 9  | Damon Hill            | Jordan - Mugen-Honda  | 19   | Idraulica    | 7       |       |
| Ritirato | 20 | Ricardo Rosset        | Tyrrell - Ford        | 16   | Idraulica    | 18      |       |

## Classifiche

### Piloti
| Pos. | Pilota                | Punti |
| ---- | --------------------- | ----- |
| 1    | Mika Häkkinen         | 50    |
| 2    | Michael Schumacher    | 44    |
| 3    | David Coulthard       | 30    |
| 4    | Eddie Irvine          | 25    |
| 5    | Alexander Wurz        | 14    |
| 6    | Giancarlo Fisichella  | 13    |
| 7    | Jacques Villeneuve    | 11    |
| 8    | Heinz-Harald Frentzen | 8     |
| 9    | Rubens Barrichello    | 4     |
| 10   | Mika Salo             | 3     |
| 10   | Jean Alesi            | 3     |
| 12   | Johnny Herbert        | 1     |
| 12   | Pedro Diniz           | 1     |
| 12   | Jan Magnussen         | 1     |

### Costruttori
| Pos. | Team                  | Punti |
| ---- | --------------------- | ----- |
| 1    | McLaren - Mercedes    | 80    |
| 2    | Ferrari               | 69    |
| 3    | Benetton - Playlife   | 27    |
| 4    | Williams - Mecachrome | 19    |
| 5    | Stewart - Ford        | 5     |
| 6    | Arrows                | 4     |
| 6    | Sauber - Petronas     | 4     |

## Fonti
Salvo indicazioni diverse le classifiche sono tratte da  Sito di The Official Formula 1, su formula1.com. URL consultato il 6 ottobre 2008.
o da   GPupdate.net , su f1.gpupdate.net. URL consultato il 23 febbraio 2008.